# 佐賀県道306号鳥巣浜崎停車場線
佐賀県道306号鳥巣浜崎停車場線（さがけんどう306ごう とりすはまさきていしゃじょうせん）は、佐賀県唐津市を通る一般県道である。

## 概要
唐津市浜玉町鳥巣から唐津市浜玉町浜崎に至る。

### 路線データ
- 起点：佐賀県唐津市浜玉町鳥巣（佐賀県道276号七山厳木線交点）
- 終点：佐賀県唐津市浜玉町浜崎（JR九州筑肥線 浜崎駅）

## 路線状況

### 重複区間
- 佐賀県道327号七山唐津線（唐津市浜玉町平原）
- 国道323号（唐津市浜玉町南山・玉島交差点 - 唐津市浜玉町大江・大江交差点）
- 佐賀県道40号浜玉相知線（唐津市浜玉町浜崎）

### 道路施設

#### 橋梁
- 浜崎橋（横田川、唐津市）

## 地理

### 通過する自治体
- 唐津市

### 交差する道路
| 交差する道路                         | 交差する場所 | 交差する場所   |
| ------------------------------------ | ------------ | -------------- |
| 佐賀県道276号七山厳木線              | 浜玉町鳥巣   | 起点           |
| 佐賀県道327号七山唐津線 重複区間起点 | 浜玉町平原   |                |
| 佐賀県道327号七山唐津線 重複区間終点 | 浜玉町平原   |                |
| 国道323号 重複区間起点               | 浜玉町南山   | 玉島交差点     |
| E35 唐津道路                         | 浜玉町大江   | 浜玉IC         |
| 国道323号 重複区間終点               | 浜玉町大江   | 大江交差点     |
| 国道202号                            | 浜玉町浜崎   | 浜玉中前交差点 |
| 佐賀県道40号浜玉相知線 重複区間起点  | 浜玉町浜崎   |                |
| 佐賀県道40号浜玉相知線 重複区間終点  | 浜玉町浜崎   |                |

### 交差する鉄道
- 筑肥線

### 沿線
- 唐津市立平原小学校
- 唐津市立浜玉中学校
- JR九州筑肥線 浜崎駅